# Spencerville (Ohio)
Spencerville è un centro abitato degli Stati Uniti d'America situato nella Contea di Allen nello stato dell'Ohio.
Nel 2010, la popolazione è stata stimata essere di 2.223 unità.

## Storia
Spencerville è ufficialmente stata fondata nel 1884 quando il Canale Miami-Erie è stato esteso fino a quel luogo. Inizialmente la cittadina era stata chiamata, nel 1854, Acadia, per poi essere cambiata nel nome odierno nel 1867.

## Società

### Evoluzione demografica
Secondo il censimento del 2010 nel villaggio abitavano 2.223 persone, 817 nuclei famigliari e 583 famiglie. La densità di popolazione era di 2,291.8 abitanti per miglio quadrato (884.9/km²). Vi erano 886 unità abitative a una densità media di 913.4 per miglio quadrato (352.7/km²). La composizione etnica della città era formata dal 96.5% di bianchi, lo 0,4% da afroamericani, lo 0,2% da nativi americani, lo 0,4% da asiatici e lo 2.5% da altre razze. Ispanici e latinos di ogni razza costituivano lo 0,7% della popolazione.
Vi erano 817 nuclei familiari di cui il 40,3% aveva figli di età inferiore ai 18 anni, il 53,4% erano coppie sposate conviventi, l'13,1% aveva un capofamiglia femmina senza marito, e il 29,4% erano non-famiglie. Il 25,4% di tutti i nuclei familiari erano individuali e il 13,0% aveva componenti con un'età di 65 anni o più che vivevano da soli. Il numero di componenti medio di un nucleo familiare era di 2,54 e quello di una famiglia era di 3,04.
La popolazione era composta dal 30,6% di persone sotto i 18 anni, il 7,8% di persone dai 18 ai 24 anni, il 25,4% di persone dai 25 ai 44 anni, il 20,8% di persone dai 45 ai 64 anni, e il 15,2% di persone di 65 anni o più. Vi erano una stima di 48,7% di abitanti di sesso maschile e il 51,3% di abitanti del sesso femminile.